# Воин
Војин је словенско мушко име. Изведено је од имена Војин губитком гласа „ј“.

## Популарност
У Хрватској је ово име током двадесетог века било ретко, а најзаступљеније је међу житељима Бенковца, Војнића и Полаче.